# Brevicerus
Brevicerus là một chi bọ cánh cứng trong họ 
Elateridae.
Chi này được Fleutiaux miêu tả khoa học năm 1940.

## Các loài
Các loài trong chi này gồm:
- Brevicerus cylindricus Fleutiaux, 1940
- Brevicerus oberthuri Fleutiaux, 1940
- Brevicerus parallelus Fleutiaux, 1940